# اشتفانس کیرشن
اشتفانس کیرشن (به آلمانی: Stephanskirchen) یک شهر در آلمان است که در بایرن واقع شده‌است.

## خصوصیات
اشتفانس کیرشن ۲۶٫۵۱ کیلومترمربع مساحت دارد ۴۷۶-۵۰۲ متر بالاتر از سطح دریا واقع شده‌است.

## نگارخانه

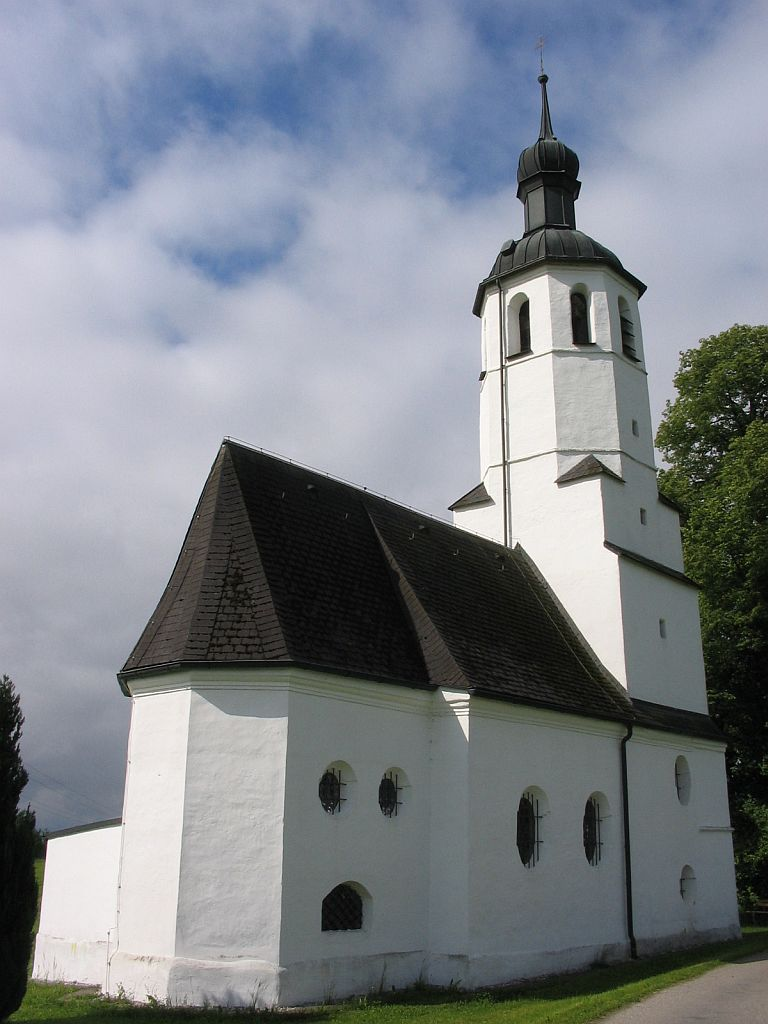
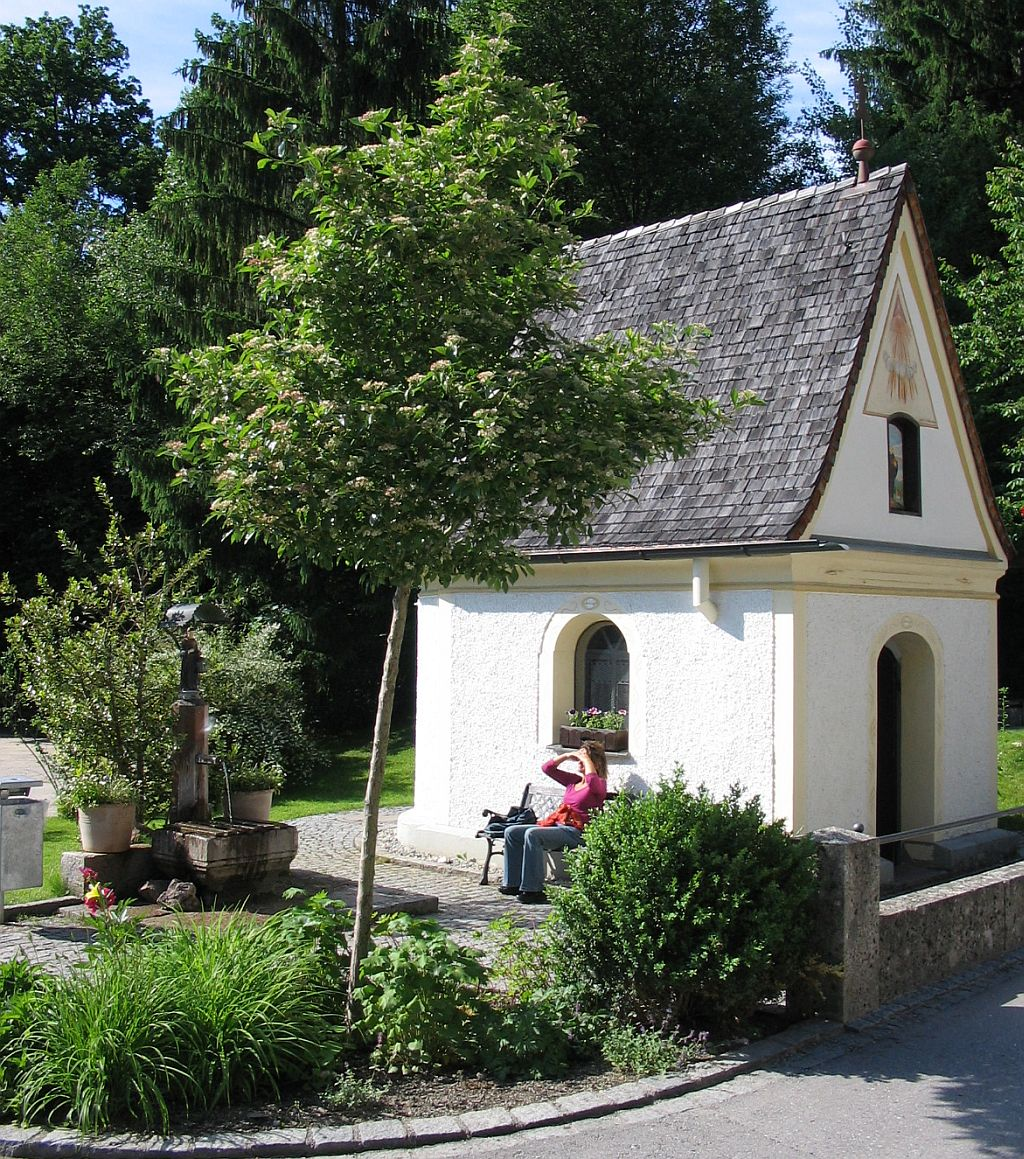
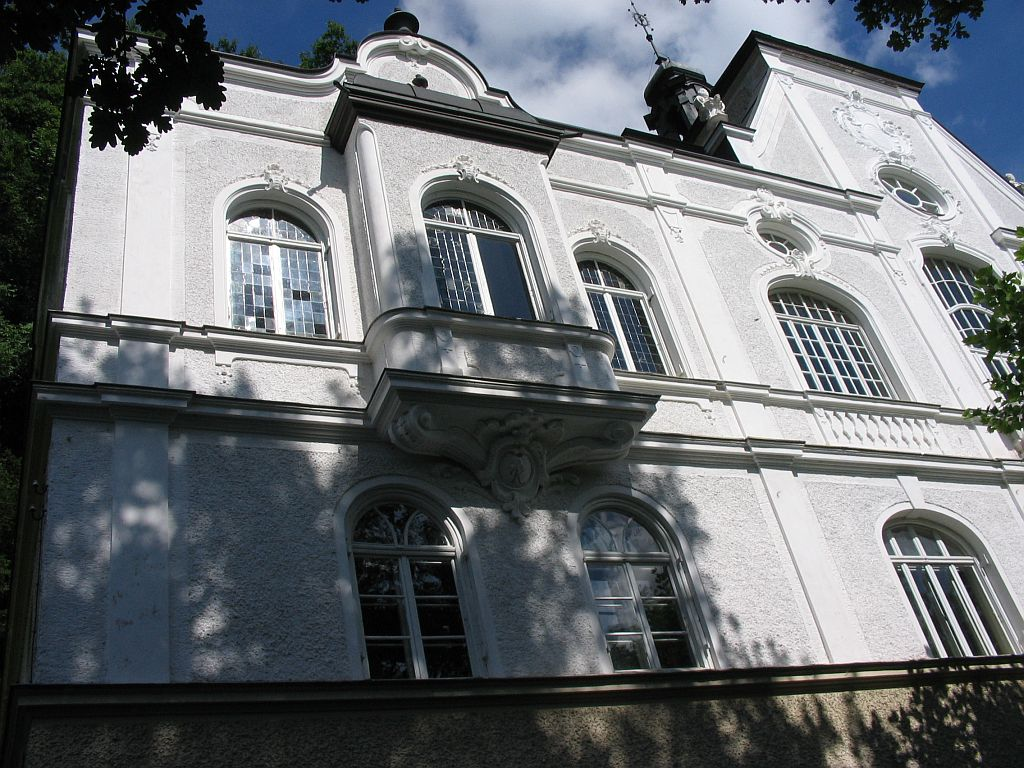